# Nancy Allen (harpiste)
Pour les articles homonymes, voir Nancy Allen et Allen.
Nancy Allen est une harpiste et pédagogue américaine née le 11 juillet 1954 à Mineola (New York).

## Biographie
Nancy Allen naît le 11 juillet 1954 à Mineola.
Elle étudie avec Marion Bannerman, Pearl Chertok (en) et Mario di Steffano, ainsi qu'à Paris avec Lily Laskine durant l'été 1972. Elle se perfectionne ensuite à la Juilliard School, dont elle sort diplômée, obtenant un Bachelor of Music (en) puis un Master of Music (en), et travaillant avec Marcel Grandjany, Jane Weidensaul et Susann McDonald.
En 1973, Nancy Allen remporte le 1er prix du Concours international de harpe en Israël.
En 1975, elle fait ses débuts au Carnegie Recital Hall de New York. Elle joue depuis lors en récital dans le monde entier, reçoit la National Endowment Solo Recitalist Grant ainsi que le parrainage de la fondation Pro Musicis. Elle se produit régulièrement avec l'Orpheus Chamber Orchestra et la Société de musique de chambre du centre Lincoln (en), ainsi qu'en soliste avec des ensembles tels l'English Chamber Orchestra, le Los Angeles Chamber Orchestra et le Mostly Mozart Festival (en).
Depuis 1999, Nancy Allen est harpiste solo de l'Orchestre philharmonique de New York,.
Comme pédagogue, elle enseigne à l'Aspen Music School depuis 1978 et dirige le département de harpe de la Juilliard School depuis 1985,. Elle est aussi professeure à la Stony Brook University,.
Comme interprète, elle est nommée en 1983 aux Grammy Awards pour son enregistrement de l'Introduction et Allegro de Maurice Ravel pour Angel/EMI. Sa discographie comprend également Impressions for Flute (avec Ransom Wilson (en), Angel, 1978), Slow Fires of Autumn de George Rochberg (CRI, 1980), Nancy Allen Plays Bach (EMI, 1985), A Celebration for Harp (Angel/EMI, 1987), Battle of Longwood Glen de Richard Wilson (en) (CRI, 1991) et le Concerto pour harpe de Ginastera (ASV, 1993).